# Đất sét polyme

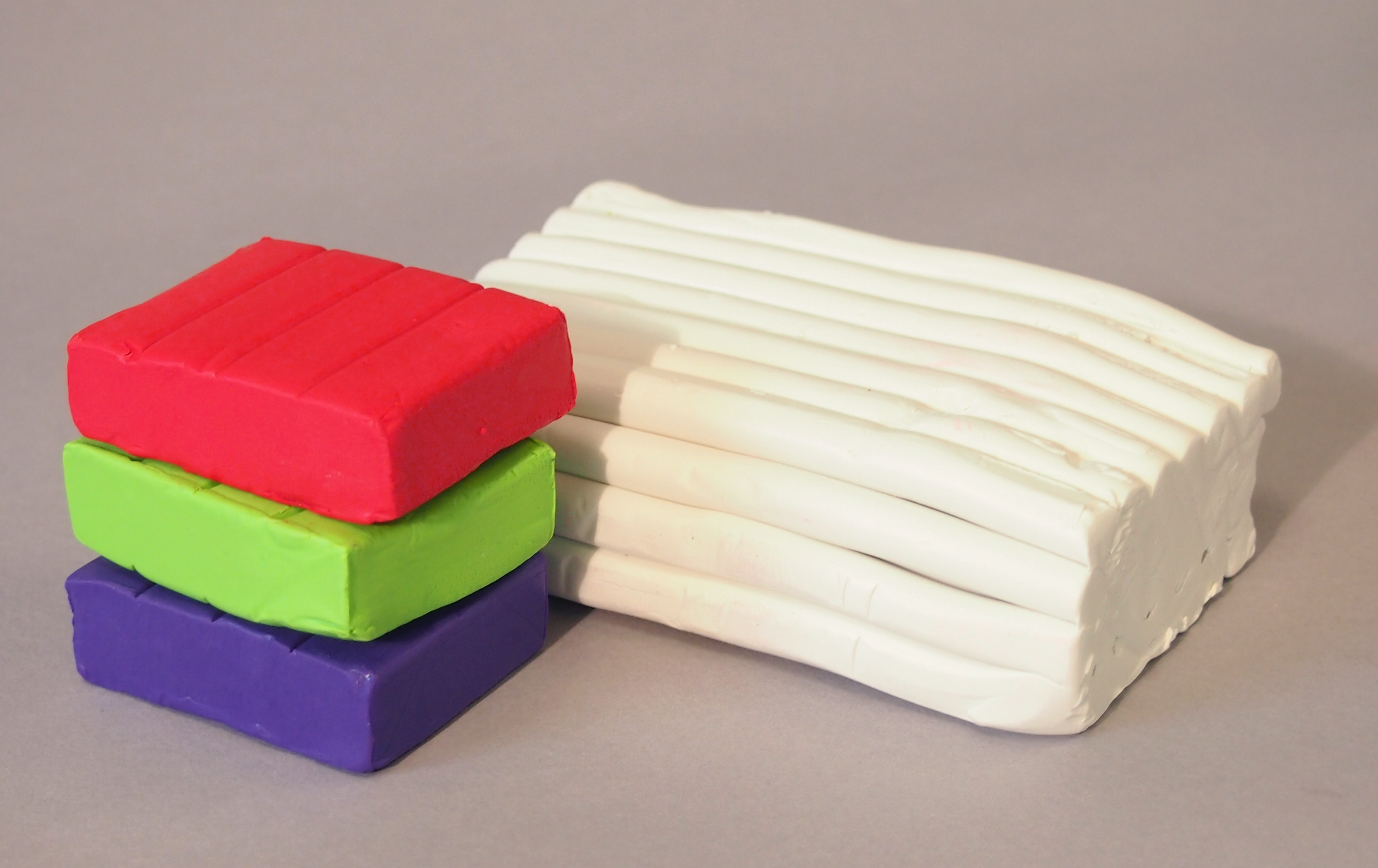
Đất sét polymer.

Đất sét polyme là một loại đất sét nghệ thuật có cấu tạo từ polyme polyvinyl chloride (PVC). Nó không có các chất khoáng cấu tạo nên chất sét thông thường, nhưng cũng giống như đất sét khoáng, nó có thể kết hợp với một chất lỏng để chuyển sang dạng gel hay được nung nóng để cứng lại. Đất sét polyme thường được sử dụng để làm đồ thủ công mỹ nghệ, hay dùng để trang trí. Các tác phẩm nghệ thuật làm từ đất sét polyme giờ cũng có thể được thấy trong các viện bảo tàng nghệ thuật.

## Lịch sử

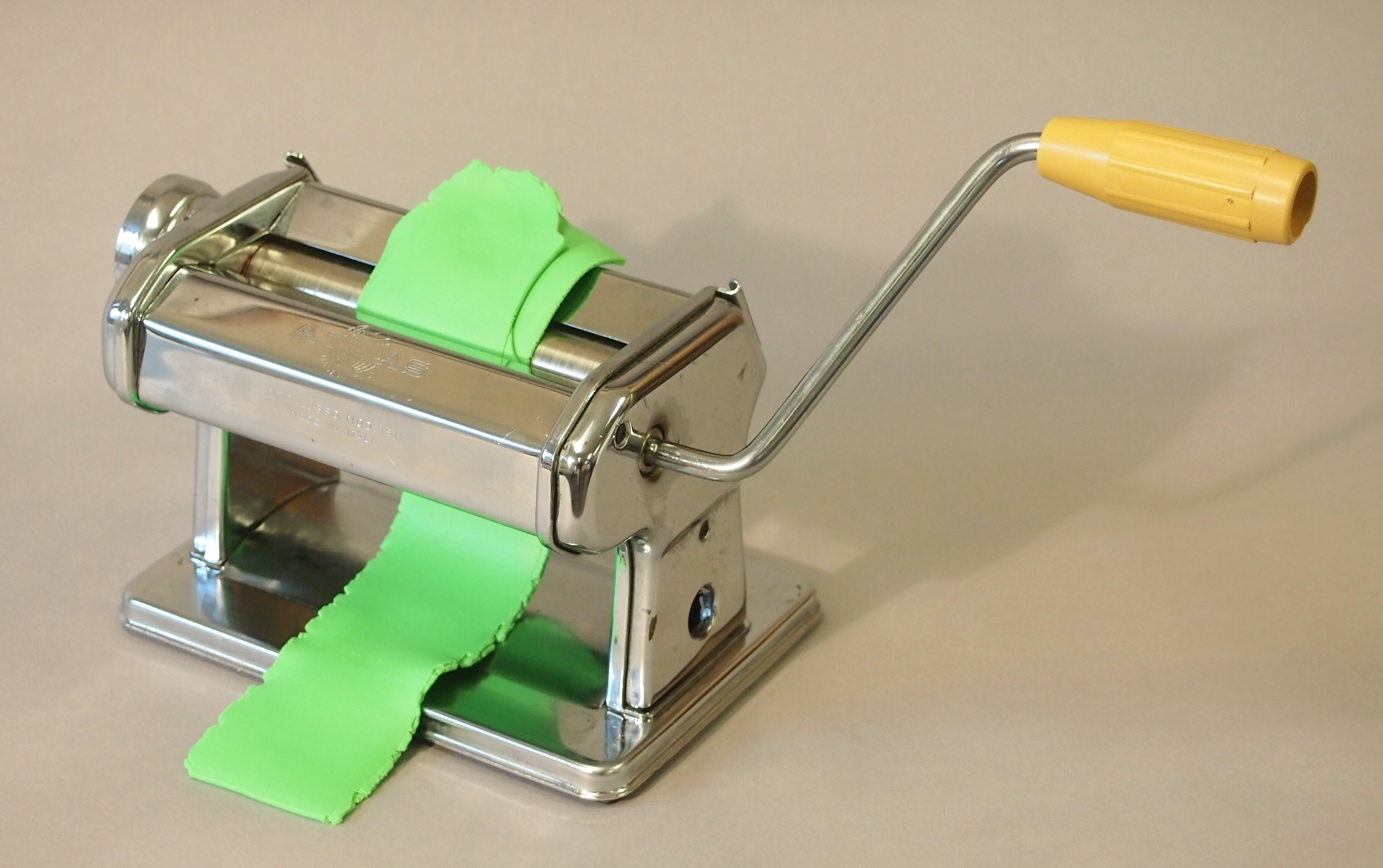
Đất sét polyme đang được ép dẹp.

Trước đây, bakelite, một loại nhựa sớm, được các nhà thiết kế sử dụng và nó cũng là một kiểu đất sét polyme, nhưng cơ sở của bakelite là phenol, đây là một chất dễ cháy nên cuối cùng chất này đã được ngưng sử dụng. Đất sét polyme ban đầu được tạo ra để thay thế cho bakelite. Một trong những công thức này đã gây được sự chú ý của nhà sản xuất búp bê người Đức Kathe Kruse vào năm 1939. Tuy nhiên nó không thích hợp để sử dụng trong nhà máy, Kruse đã cho con gái của mình là Sophie một lượng chất này, cô bé có tên thân mật là "Fifi", đã thành công khi sử dụng nó làm mô hình đất sét. Công thức sau này đã được bán lại cho Eberhardt Faber dưới tên "FIMO" (hợp chất MOdeling của FIfi).

## Cấu tạo

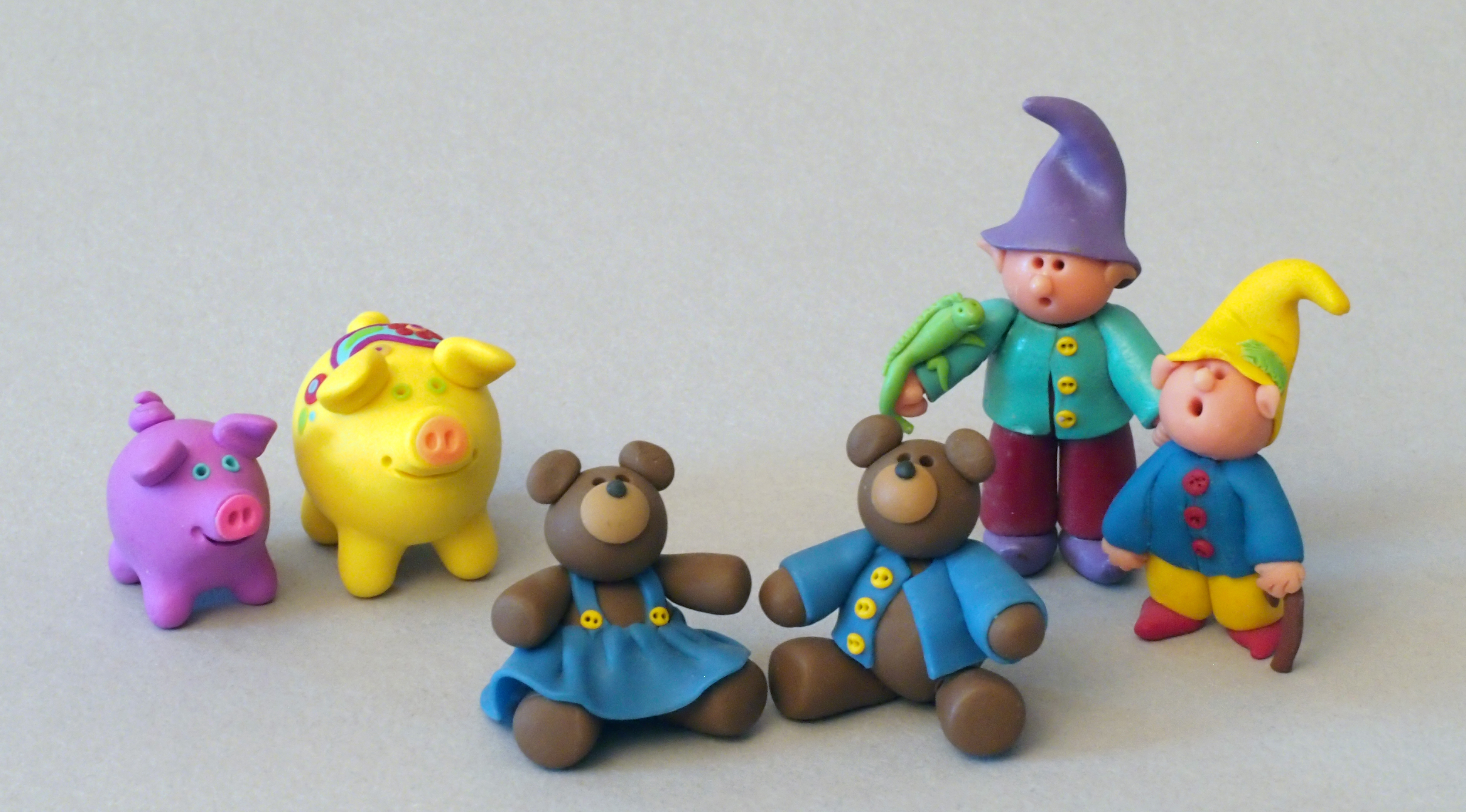
Những bức tượng được làm từ đất sét polymer.

Đất sét polyme có cấu tạo chủ yếu là nhựa PVC và một lượng chất hóa dẻo, biến nó thành một plastisol. Đất sét polyme cũng được phân loại là một plastigel vì các đặc tính của nó. Đây là một nguyên liệu năng suất cao; khi tác dụng một lực đủ mạnh, nó sẽ chảy ra như chất gel cho đến khi lực đó bị triệt tiêu, và trở lại thể rắn. Những plasticgel giữ được hình dạng của chúng ngay cả khi tăng nhiệt độ, đấy là lý do tại sao đất sét polyme không bị tan chảy hay rạn nứt khi bị sấy khô. Nhiều chất gel hóa khác được thêm vào để tạo cho nó đặc tính này như bentonic amin, xà phòng kim loại hay fumed silic.
Cấu trúc nhựa có thể được thay đổi theo những cách khác nhau. Có thể thêm dầu khoáng, lecithin, hay odorless để giảm độ nhớt hay các đặc tính. Một lượng nhỏ kẽm oxide, kaolinit, hoặc các chất khác để tăng độ mờ, đàn hồi hay bền nén. Đất sét polymer có sẵn nhiều màu sắc và có thể pha trộn vào nhau để tạo ra màu mới.

## Sử dụng

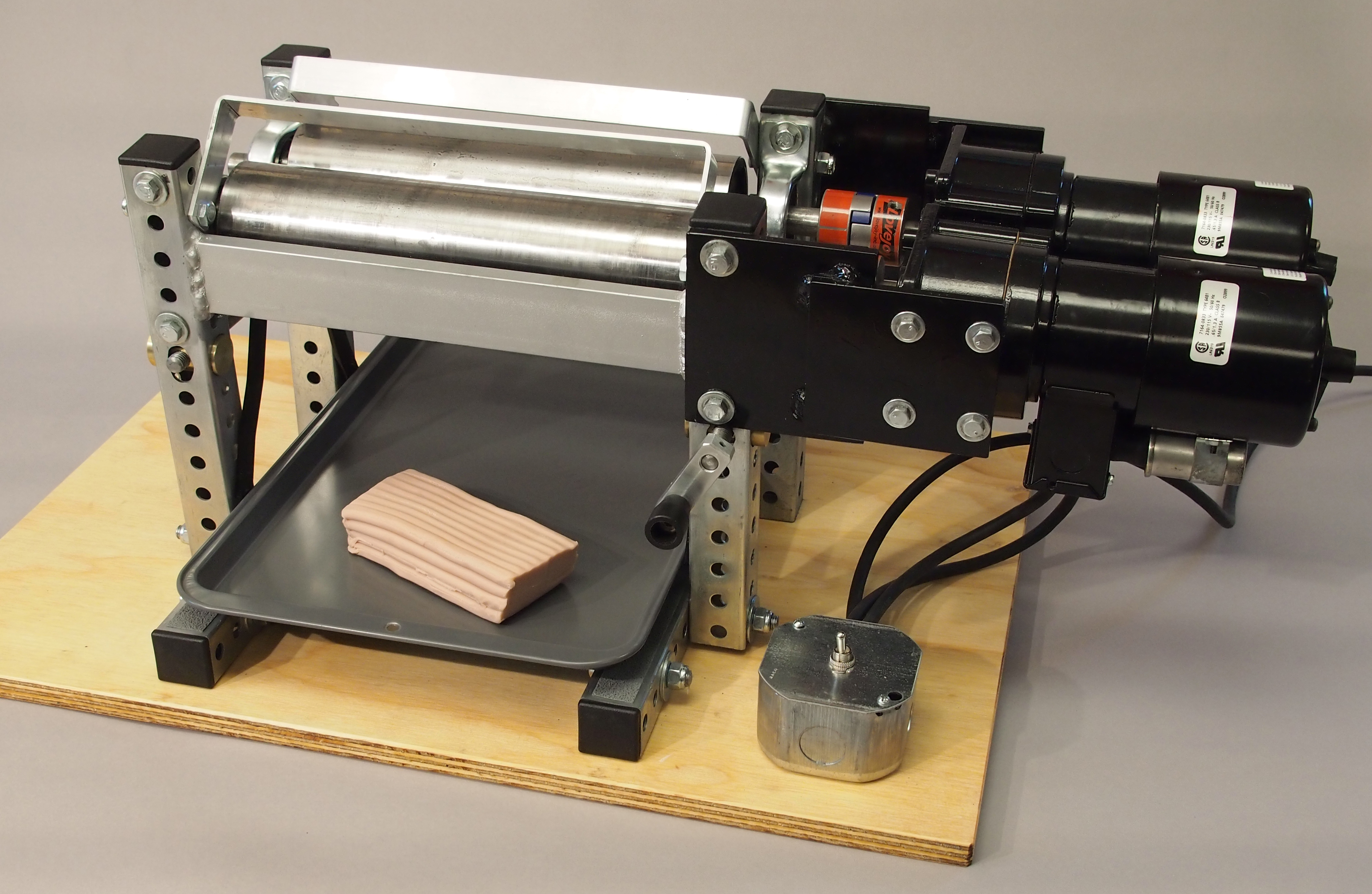
Kiểm tra đất sét sử dụng trong công nghiệp

Đất sét polymer vẫn có thể sử dụng để tạo hình cho đến khi đông cứng hoàn toàn. Sự đông cứng diễn ra từ 129 °C đến 135 °C, kéo dài 15 phút trên mỗi 6,4 mm độ dày. Nhiệt độ này thấp hơn đáng kể so với đất sét khoáng và có thể đạt tới bằng việc sử dụng lò nướng trong nhà. Đất sét không bị co lại khi đông cứng.
Máy làm mỳ ống là một công cụ ưa thích của những nghệ sĩ nặn đất sét thủ công. Nó được sử dụng để tạo ra các tấm đất sét có độ dày đồng nhất, để pha trộn màu sắc, tạo ra các vết loang, hay làm mềm đất sét. Đất sét polymer cần phải được làm mềm trước khi sử dụng, có thể làm điều này bằng cách nhào đất bằng tay, ép dẹp bằng con lăn, hoặc sử dụng máy trộn công suất thấp để phá vỡ sự kết dính của những hạt nhựa. Một khi đã được làm mềm, đất sét sẽ giữ tính dẻo khi cho đến khi tác phẩm được hoàn thành.

## Sức khỏe và an toàn
Sự an toàn của đất sét polymer là một vấn đề được quan tâm đặc biệt, vì việc tiếp xúc lâu dài với chất hóa dẻo phthalate đã được xác định là sẽ gây rối loạn nội tiết tố. Nó không nên chứa nhiều hơn 0,1% thành phần là một trong số 6 phthalate đã bị hạn chế hoặc cấm bởi ủy ban an toàn. Sáu phthalate là: DEHP (Di-2-ethylhexyl phthalate), DBP (Dibutyl phthalate), BBP (Benzyl butyl phthalate), DINP (Di-isononyl phthalate), DIDP (Di-isodecyl phthalate), và DnOP (Di-n-octyl phthalate). Nếu tuân theo đúng các hướng dẫn sử dụng trên bao bì (nghĩa là nhiệt độ thấp và thời gian nung ngắn) người sử dụng sẽ không đốt đất sét. Song trong trường hợp đất sét bị cháy do nhầm lẫn hoặc lò nung bị trục trặc, một lượng nhỏ khí hydro chloride có thể được giải phóng, nó có thể gây ra mùi khó chịu, kích thích mắt và mũi. Lượng khí hydro chloride được giải phóng có thể gây ra một số vấn đề về sức khỏe.
Đất sét polymer không được khuyến cáo sử dụng cho các mục đích chứa đồ ăn thức uống. Tất cả các sản phẩm đất sét polymer đều không được dán nhãn "an toàn thực phẩm". Chất làm dẻo còn sót lại trong sản phẩm có thể thoát ra và trở thành nguy cơ sức khỏe tiềm ẩn với người mô hình hóa và người dùng cuối. Hạn chế về sử dụng một số chất phthalate đã có hiệu lực từ năm 2009 ở cả Liên minh châu Âu và Hoa Kỳ. Không phải tất cả phthalate đều gây nguy hiểm sức khỏe, một số đã được phê chuẩn để ứng dụng trong y tế.